# Sokyriany
Sokyriany (en ukrainien : Сокиряни) ou Sokiriany (en roumain : Secureni, en russe : Сокиряны) est une ville de l'oblast de Tchernivtsi, en Ukraine, et le centre administratif du raïon de Sokyriany. Sa population s'élevait à 8 000 habitants.

## Géographie
Sokyriany est située à 3 km de la frontière moldave, à 111 km à l'est de Tchernivtsi et à 317 km au sud-ouest de Kiev. Sokuriany se trouve porche de la centrale de pompage-turbinage du Dniestr.

## Histoire
La plus ancienne mention écrite de Secureni date de 1666 dans des édits de la principauté de Moldavie à laquelle la ville appartenait depuis 1359. Selon la légende héraldique et historique de la ville, lorsqu'au XVIIe siècle, les troupes ottomanes envahirent la Moldavie lors de l'une de leurs nombreuses guerres contre ce pays et ses alliés polonais, les paysans des rives du Dniestr, fuyant l'esclavage chez les Turcs, se réfugièrent dans la forêt, impénétrable, abondante en champignons, en baies et en gibier, qui les protégeait des oppresseurs. Les fugitifs y choisirent une posada sur les rives d'un ruisseau affluent du Dniestr qu'ils agrandirent en défrichant la forêt alentour avec des haches (en roumain/moldave secure) pour bâtir leur village appelé « Secureni » (« ceux aux haches », figurant sur les armoiries de la ville). La localité prit son nom actuel de Sokyriany en 1812 lorsqu'elle devint russe par le traité de Bucarest. Progressivement sa population devint russe et ukrainienne ; il ne reste aujourd'hui qu'une minorité moldave.

## Population
Recensements (*) ou estimations de la population :
| 1939  | 1959* | 1970*  | 1979*  | 1989*  | 2001*  |
| ----- | ----- | ------ | ------ | ------ | ------ |
| 5 300 | 7 668 | 10 913 | 10 648 | 11 819 | 10 258 |

| 2011  | 2012  | 2013  | 2014  | 2015  | 2016  |
| ----- | ----- | ----- | ----- | ----- | ----- |
| 9 538 | 9 517 | 9 462 | 9 388 | 9 349 | 9 192 |